# Lozanne
Lozanne és un municipi francès situat al departament del Roine i a la regió d'Alvèrnia-Roine-Alps. L'any 2007 tenia 2.269 habitants.

## Demografia

### Població
El 2007 la població de fet de Lozanne era de 2.269 persones. Hi havia 876 famílies de les quals 222 eren unipersonals (82 homes vivint sols i 140 dones vivint soles), 243 parelles sense fills, 335 parelles amb fills i 76 famílies monoparentals amb fills.
La població ha evolucionat segons el següent gràfic:
Habitants censats

### Habitatges
El 2007 hi havia 974 habitatges, 895 eren l'habitatge principal de la família, 19 eren segones residències i 60 estaven desocupats. 649 eren cases i 325 eren apartaments. Dels 895 habitatges principals, 578 estaven ocupats pels seus propietaris, 302 estaven llogats i ocupats pels llogaters i 15 estaven cedits a títol gratuït; 18 tenien una cambra, 72 en tenien dues, 162 en tenien tres, 266 en tenien quatre i 377 en tenien cinc o més. 733 habitatges disposaven pel capbaix d'una plaça de pàrquing. A 383 habitatges hi havia un automòbil i a 442 n'hi havia dos o més.

### Piràmide de població
La piràmide de població per edats i sexe el 2009 era:
| Homes | Edats   | Dones |
| ----- | ------- | ----- |
| 0     | 95 o +  | 4     |
| 8     | 90 a 94 | 0     |
| 4     | 85 a 89 | 16    |
| 4     | 80 a 84 | 8     |
| 16    | 75 a 79 | 32    |
| 12    | 70 a 74 | 48    |
| 64    | 65 a 69 | 56    |
| 72    | 60 a 64 | 56    |
| 40    | 55 a 59 | 52    |
| 92    | 50 a 54 | 84    |
| 68    | 45 a 49 | 80    |
| 88    | 40 a 44 | 56    |
| 64    | 35 a 39 | 72    |
| 96    | 30 a 34 | 88    |
| 64    | 25 a 29 | 76    |
| 80    | 20 a 24 | 44    |
| 56    | 15 a 19 | 60    |
| 100   | 10 a 14 | 52    |
| 84    | 5 a 9   | 84    |
| 88    | 0 a 4   | 100   |

## Economia
El 2007 la població en edat de treballar era de 1.456 persones, 1.092 eren actives i 364 eren inactives. De les 1.092 persones actives 1.024 estaven ocupades (536 homes i 488 dones) i 68 estaven aturades (31 homes i 37 dones). De les 364 persones inactives 104 estaven jubilades, 153 estaven estudiant i 107 estaven classificades com a «altres inactius».

### Ingressos
El 2009 a Lozanne hi havia 900 unitats fiscals que integraven 2.325 persones, la mediana anual d'ingressos fiscals per persona era de 21.422 €.

### Activitats econòmiques
Dels 165 establiments que hi havia el 2007, 1 era d'una empresa extractiva, 2 d'empreses alimentàries, 1 d'una empresa de fabricació de material elèctric, 1 d'una empresa de fabricació d'elements pel transport, 6 d'empreses de fabricació d'altres productes industrials, 31 d'empreses de construcció, 54 d'empreses de comerç i reparació d'automòbils, 6 d'empreses de transport, 10 d'empreses d'hostatgeria i restauració, 6 d'empreses d'informació i comunicació, 8 d'empreses financeres, 2 d'empreses immobiliàries, 18 d'empreses de serveis, 13 d'entitats de l'administració pública i 6 d'empreses classificades com a «altres activitats de serveis».
Dels 41 establiments de servei als particulars que hi havia el 2009, 1 era una oficina de correu, 1 una oficina bancària, 5 tallers de reparació d'automòbils i de material agrícola, 1 autoescola, 4 paletes, 5 guixaires pintors, 4 fusteries, 4 lampisteries, 3 electricistes, 1 empresa de construcció, 3 perruqueries, 6 restaurants, 2 agències immobiliàries i 1 saló de bellesa.
Dels 14 establiments comercials que hi havia el 2009, 1 era una botiga de menys de 120 m², 2 fleques, 1 una carnisseria, 1 una llibreria, 1 una botiga de roba, 1 una sabateria, 3 botigues d'electrodomèstics, 1 un drogueria i 3 floristeries.
L'any 2000 a Lozanne hi havia 12 explotacions agrícoles que ocupaven un total de 105 hectàrees.

## Equipaments sanitaris i escolars
L'únic equipament sanitari que hi havia el 2009 era una farmàcia.
El 2009 hi havia 1 escola maternal i 1 escola elemental.

## Poblacions més properes
El següent diagrama mostra les poblacions més properes.